# Erigorgus cerinops
Erigorgus cerinops är en stekelart som först beskrevs av Johann Ludwig Christian Gravenhorst 1829.  Erigorgus cerinops ingår i släktet Erigorgus och familjen brokparasitsteklar. Arten är reproducerande i Sverige. Utöver nominatformen finns också underarten E. c. graecator.